# Administration d'Ille-et-Vilaine
.

## Administration
- Code Insee et La Poste : 35
- Préfecture du département : Rennes
  - Hôtel de préfecture d'Ille-et-Vilaine
  - Liste des préfets d'Ille-et-Vilaine
- Sous-préfectures du département : Fougères, Redon,  Saint-Malo
- Arrondissements d'Ille-et-Vilaine
- Cantons d'Ille-et-Vilaine
- Intercommunalités d'Ille-et-Vilaine
- Communes d'Ille-et-Vilaine
- Anciennes communes d'Ille-et-Vilaine

## Politique
- Liste des circonscriptions législatives d'Ille-et-Vilaine
  - Liste des députés d'Ille-et-Vilaine
  - Liste des sénateurs d'Ille-et-Vilaine
- Conseil départemental d'Ille-et-Vilaine
  - Liste des conseillers généraux d'Ille-et-Vilaine